# Nolana divaricata
Nolana divaricata är en potatisväxtart som först beskrevs av John Lindley, och fick sitt nu gällande namn av Ivan Murray Johnston. Nolana divaricata ingår i släktet cymbalblommor, och familjen potatisväxter. Inga underarter finns listade i Catalogue of Life.